# Сухарев, Николай Иванович
Николай Иванович Сухарев (1923—1945) — полный кавалер Ордена Славы, старший разведчик дивизиона 87-го гвардейского артиллерийского полка 39-й гвардейской стрелковой дивизии, гвардии рядовой.

## Биография
Родился 18 апреля 1923 года в селе Рождественское Тамбовской губернии в семье рабочего. Русский. Образование неполное среднее. С 1935 года жил в городе Донской Тульской области. Работал на железнодорожной станции. В РККА — с декабря 1941 года. В боях Великой Отечественной войны — с января 1942 года.
Старший разведчик дивизиона 87-го гвардейского артиллерийского полка 39-й гвардейской стрелковой дивизии (8-я гвардейская армия) гвардии рядовой Сухарев Н. И. 14 января 1945 года, в бою на берегу реки Пилица, юго-восточнее города Варка (Польша), находясь в боевых порядках стрелковых подразделений, выявил вражеское противотанковое орудие, 4 пулемёта, 2 бронетранспортера, которые по его наводке были уничтожены огнём батареи. 20 января 1945 года награждён Орденом Славы 3-й степени.
В составе штурмовой группы 29 января 1945 года Сухарев Н. И., в бою по уничтожению окруженной группировки противника, в районе города Познань (Польша), с тремя разведчиками ворвался в каменный дом, превращенный врагом в дот, уничтожил офицера, несколько солдат взял в плен, захватил 3 пулемёта. 9 апреля 1945 года награждён Орденом Славы 2-й степени.
В апреле 1945 года, в боях за населенные пункты Мариендорф и Темпельхоф (в черте города Берлин), корректируя огонь артиллерии полка по наземным вражеским целям, содействовал уничтожению свыше 10 огневых точек, противотанковые орудия, 2 снайперов. При форсировании канала Тельтов, вместе с разведчиками истребил несколько гитлеровцев, 6 взял в плен. Лично вынес с поля боя 2 раненых бойцов, оказав им первую медицинскую помощь. 15 мая 1946 года посмертно награждён Орденом Славы 1-й степени.
1 мая 1945 года Николай Иванович Сухарев погиб в боях за Берлин, близ Рейхстага.
Его имя занесено в списки погибших Героев в Берлине в мавзолее-памятнике «Советскому воину-освободителю» в Трептов-парке.

## Награды
- Орден Славы I степени. Посмертно. Указ Президиума Верховного Совета СССР от 15 мая 1946 года.
- Орден Славы II степени. Приказ Военного совета 8 гвардейской армии № 569/н от 9 апреля 1945 года.
- Орден Славы III степени. Приказ командира 39 гвардейской стрелковой дивизии № 0120/н от 20 января 1945 года.
- Медаль «За отвагу».
- Медаль «За боевые заслуги».
- Медаль «За оборону Сталинграда». Указ Президиума Верховного Совета СССР от 22 декабря 1942 года.